# Levasseur PL 1

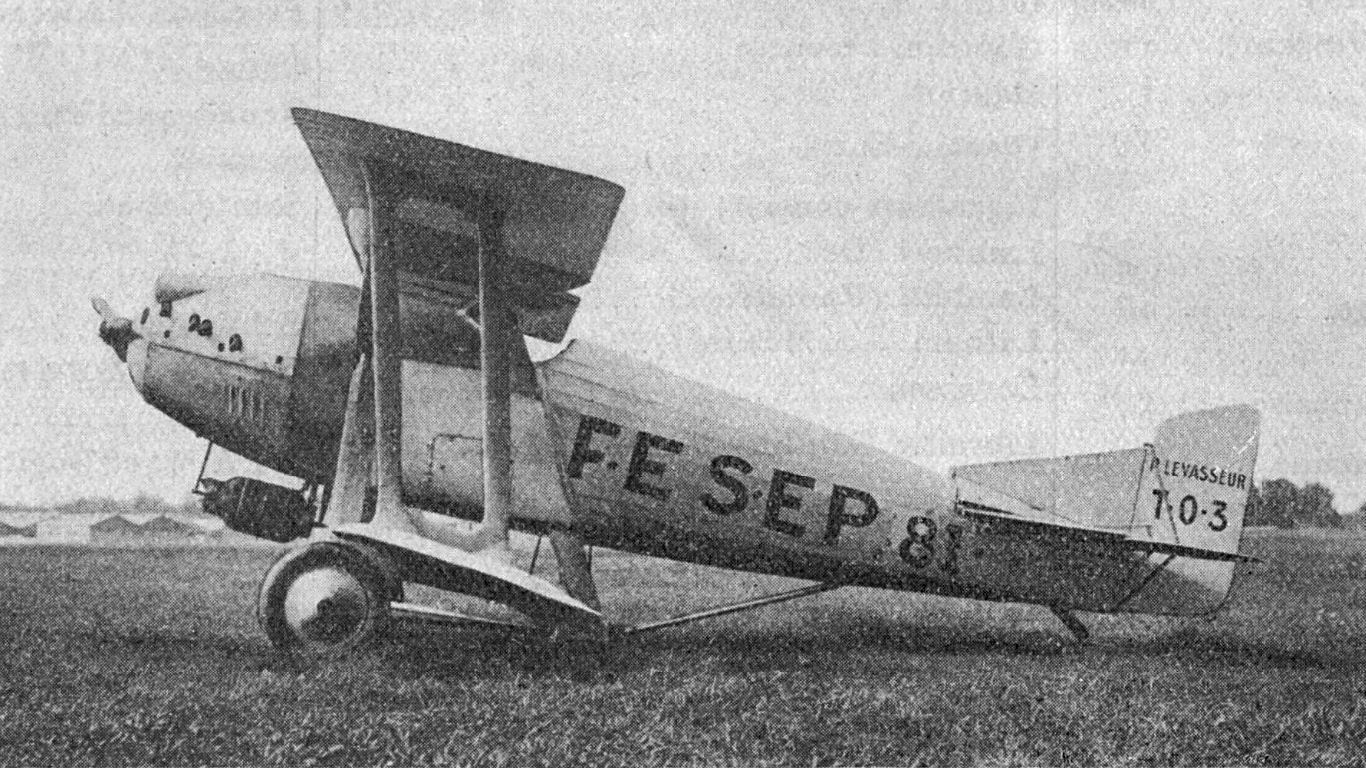
Levasseur PL.1, photo publiée dans L'Aéronautique de décembre 1922

Le Levasseur PL 1 TO3 est un petit avion de tourisme triplace réalisé en France dans l'entre-deux-guerres. Il fut conçu par Pierre Levasseur afin de tester les fuselages en bois collé qu'il destinait à ses avions de combat Levasseur PL 2 et modèles suivants, réalisés pour la Marine nationale française. Le PL 1 vola pour la première fois en avril 1921. Un seul exemplaire fut construit.